# Sericocrambus
Sericocrambus là một chi bướm đêm thuộc họ Crambidae.